# Riz Ahmed
Rizwan Ahmed (Wembley, Londres, 1 de desembre de 1982), també conegut com a Riz Ahmed, és un músic i actor anglès. És conegut per les seves actuacions a The Road to Guantanamo, Shifty, Britz, Four Lions, i pels personatges de Rick a Nightcrawler i Nasir Khan a The Night Of.

## Biografia
Ahmed és britànic d'ascendència pakistanesa. Els pares d'Ahmed provenen de Karachi al Sind, Pakistan.
Ahmed va estudiar a la Merchan Taylors' School de Northwood. Es va graduar en Filosofia, Política i Economia al Christ Church College, Oxford. Més tard va estudiar teatre a la Central School of Speech and Drama.

## Filmografia

### Cinema
| Any  | Pel·lícula                   | Personatge    | Notes        |
| ---- | ---------------------------- | ------------- | ------------ |
| 2006 | The Road to Guantanamo       | Shafiq        |              |
| 2008 | Shifty                       | Shifty        |              |
| 2008 | Baghdad Express              | Talal         | Curtmetratge |
| 2009 | Rage                         | Vijay         |              |
| 2010 | Four Lions                   | Omar          |              |
| 2010 | Centurion                    | Tarik         |              |
| 2011 | Black Gold                   | Ali           |              |
| 2011 | Trishna                      | Jay           |              |
| 2012 | Ill Manors                   | Aaron         |              |
| 2013 | The Reluctant Fundamentalist | Changez       |              |
| 2013 | Closed Circuit               | Nazrul Sharma |              |
| 2013 | Out of Darkness              | Male          | Curtmetratge |
| 2014 | Nightcrawler                 | Rick          |              |
| 2016 | Jason Bourne                 | Aaron Kalloor |              |
| 2016 | Una                          | Scott         |              |
| 2016 | City of Tiny Lights          | Tommy Akhtar  |              |
| 2016 | Rogue One                    | Bodhi Rook    |              |

### Televisió
| Any  | Títol            | Personatge    | Notes                                 |
| ---- | ---------------- | ------------- | ------------------------------------- |
| 2006 | The Path to 9/11 | Yosri         | 2 episodis                            |
| 2006 | Berry's Way      | Amir          | Pel·lícula de televisió               |
| 2007 | Britz            | Sohail Wahid  | 2 episodis                            |
| 2008 | Wired            | Manesh Kunzru | 3 episodis                            |
| 2008 | Dead Set         | Riq           | 5 episodis                            |
| 2009 | Freefall         | Gary          | Pel·lícula de televisió               |
| 2011 | The Fades        | Neil          | Episodi: "Episode 1"                  |
| 2016 | The Night Of     | Nasir Khan    | Minisèrie HBO; 8 episodis             |
| 2016 | The OA           | Elias Rahim   | Sèrie Original de Netflix; 4 episodis |
| 2017 | Girls            | Paul-Louis    | Episodi: "All I Ever Wanted"          |

## Discografia

### Àlbums
- MICroscope (2011)

### Singles
- "The Post 9/11 Blues" (2006)
- "People Like People" (2007)
- "Radar" (2008)
- "Shifty" (con Sway & Plan B) (2009)
- "Don't Sleep" (2009)
- "Hundreds and Thousands" (2010)
- "Get on It" (2010)
- "All of You" (2011)